# Cancrocaeca xenomorpha
Cancrocaeca xenomorpha — вид троглобионтного (пещерного) пресноводного краба с острова Сулавеси, единственный вид в монотипическом роде Cancrocaeca. Его описывают как «наиболее приспособленный к жизни в пещерах вид крабов».

## Внешний вид и строение
Cancrocaeca xenomorpha — небольшой краб с длинными ногами. У него нет глаз или даже остатков глазных стебельков, а есть только неясные углубления там, где должны находиться орбиты глаз; это самая высокая степень дегенерации глаз среди всех известных науке крабов. Карапакс округлый, без рострума, его ширина немного больше длины. Ноги очень длинные, в 3,7 раза превосходят ширину карапакса.
Самки немного крупнее самцов, их карапаксы достигают размеров 6,2 мм × 5,6 мм, по сравнению с 4,7 мм × 4,1 мм у самцов. Самки также кажутся более тёмными, но только из-за наличия частиц грязи на панцире; оба пола от природы лишены пигмента.

## Распространение
Cancrocaeca xenomorpha известны только из пресных водоёмов в трех карстовых пещерах в округе Марос, Сулавеси (Индонезия). На момент его открытия не было известно ни одного троглобионта из семейства Hymenosomatidae, хотя Даниэль Гино предсказала в 1988 году, что семейство является вероятным кандидатом на образование троглобионтов. С тех пор в том же семействе были обнаружены и другие троглобионты. Хотя они внешне напоминают Cancrocaeca, считается, что это результат конвергентной эволюции. Есть вероятность, что Cancrocaeca недавно произошли от морских предков.

## Экология
Биология Cancrocaeca xenomorpha почти не изучена. Первоначальные образцы часто находили вместе с кусками плавника, попавшего в пещеры снаружи, и были обнаружены в воде при температуре около 25,8 °C. Диаметр яиц составляет около 0,6 миллиметра, для них требуются гонопоры, ширина которых составляет 15-25 % от ширины груди. Поскольку яйца крупные, считается, что личиночное развитие может быть сокращено, и что вид может даже демонстрировать прямое развитие, вылупляясь из яиц как молодые крабы, а не как личинки.

## Таксономическая история
Cancrocaeca xenomorpha был обнаружен в пещере на юге Сулавеси в 1989 году в рамках экспедиции Association Pyrénéenne de Spéléologie («Пиренейская спелеологическая ассоциация»); экспедиция собрала несколько крабов и отправила их Питеру К. Л. Ыну из Национального университета Сингапура для идентификации. Среди большого количества образцов представителей рода Parathelphusa они обнаружили одного самца Cancrocaeca xenomorpha. Последующая экспедиция в 1990 году предоставила дополнительные образцы, включая самок. Вид был описан в новом роде в публикации 1991 года в Raffles Bulletin of Zoology. Название рода Cancrocaeca произошло от cancer, латинского слова «краб», и caecus, латинского слова «слепой». Видовой эпитет xenomorpha, произошел от греческого xenos — «странный» и греческого morphos — «морфология» из-за необычных особенностей краба. В древнегреческом языке слово morphos не засвидетельствовано, в то время как morphē (μορφή) означает «форма» или «образ».